# Étienne Nicolas Philibert Hernoux
Pour les articles homonymes, voir Hernoux.
Étienne Nicolas Philibert Hernoux est un homme politique français né le 30 octobre 1777 à Saint-Jean-de-Losne (Côte-d'Or) et mort le 17 février 1858 à Dijon (Côte-d'Or).

## Biographie
Fils de Charles Hernoux, ancien député, il est avocat à Dijon. Il est député de la Côte-d'Or de 1817 à 1824 et de 1829 à 1837, siégeant à gauche. Il est l'un des 221 qui refusent la confiance au gouvernement Polignac. Il est aussi maire de Dijon et conseiller général.

## Sources
- « Étienne Nicolas Philibert Hernoux », dans Adolphe Robert et Gaston Cougny, Dictionnaire des parlementaires français, Edgar Bourloton, 1889-1891 [détail de l’édition]